# Diaspora russa
Il termine diaspora russa si riferisce alla comunità globale di etnia russa che vive al di fuori dei confini della Federazione russa. Il riferimento è estendibile anche a popolazioni di lingua russa, senza riferirsi alla loro appartenenza etnica, quindi ucraini, tartari, ebrei russi, ceceni.
Il numero di persone varia è stimabile approssimativamente fra i 20 ed i 30 milioni, secondo il concetto di etnicità che si vuole utilizzare, la maggior parte dei quali vive oggi in nazioni dell'ex-Unione Sovietica. Fra queste: 8,3 milioni vivono in Ucraina, 4,5 in Kazakistan, 1,6 in Uzbekistan.
Nelle altre nazioni, la principale comunità si trova negli Stati Uniti d'America, dove si stima che risiedano circa 3 milioni di persone. Altre comunità consistenti sono in Israele (1 milione di persone stimate) e in Germania. Seguono Canada, Brasile e Francia.